# Мозгунова, Анна
Анна Мозгунова (род. 4 июня 1985, Ельск, Гомельская область), в девичестве Брель — белорусская легкоатлетка, специалистка по метанию диска. Выступала за сборную Белоруссии по лёгкой атлетике в 2000-х годах, призёрка первенств национального значения, участница летних Олимпийских игр в Пекине. Мастер спорта Республики Беларусь.

## Биография
Анна Брель родилась 4 июня 1985 года в городе Ельске Гомельской области Белорусской ССР. Проходила подготовку в Ельской специализированной детско-юношеской школе олимпийского резерва.
Впервые заявила о себе в лёгкой атлетике на международном уровне в сезоне 2004 года, когда вошла в состав белорусской национальной сборной и выступила на юниорском мировом первенстве в Гроссето — в зачёте метания диска благополучно преодолела предварительный квалификационный этап, но в финале провалила все три свои попытки и не показала никакого результата.
В 2005 году в той же дисциплине заняла восьмое место на молодёжном европейском первенстве в Эрфурте (51,96).
В 2007 году стала четвёртой на молодёжном европейском первенстве в Дебрецене (54,63) и девятой на Универсиаде в Бангкоке (50,13).
В июле 2008 года на соревнованиях в Гродно установила свой личный рекорд — 62,30 метра. Выполнив олимпийский квалификационный норматив, удостоилась права защищать честь страны на летних Олимпийских играх в Пекине — здесь метнула диск на 56,77 метра и в финал не вышла.
Завершила спортивную карьеру по окончании сезона 2009 года.